# Barril Niyeo
Barril Niyeo o Barril Niyeu es una localidad del departamento 25 de Mayo, en la provincia de Río Negro, Argentina. Está ubicada a 41°53′ 60 latitud Sur y 68°19′ 0 longitud Oeste en uno de los extremos de la Meseta de Somuncurá y a 70 kilómetros de El Caín.

## Características
Barril Niyeo es un pequeño pueblo que forma parte de la conocida "Línea Sur" o "Región Sur rionegrina". Tiene una población de alrededor de 100 habitantes. La localidad tiene un establecimiento educativo la Escuela pública primaria n.º 41 "Francisco Eugenio Millapi". Los niños concurren allí de septiembre a mayo ya que en invierno las temperaturas pueden ser de hasta 35° bajo cero. También hay una comisión de fomento que atiende las necesidades de los habitantes.

## Economía
La principal actividad económica está basada en la cría de ganado ovino.